# エリック・ワトソン (ミュージシャン)
エリック・ワトソン（Eric Watson、1955年7月5日 - ）は、アメリカのジャズ・ピアニスト。

## 生い立ちと教育
ワトソンはマサチューセッツ州ウェルズリーに生まれた。幼少期からピアノを始め、マサチューセッツ州ではロック・バンドで演奏していた。オハイオ州オーバリンにあるオーバリン音楽院でクラシック音楽を学ぶ。

## 略歴
1978年に大学を卒業した後、ワトソンはパリに移り、ジャズやクラシック音楽の演奏に加え、ダンス・グループの伴奏者として活動した。その後、ACTミュージックと長期レコーディング契約を結ぶ。ダブルベース奏者のジョン・リンドバーグ、ドラマーのエド・シグペン、そしてスティーヴ・レイシーと共演している。

## ディスコグラフィ

### リーダー・アルバム
- Bulls Blood (1980年)
- Conspiracy (1982年) ※with エド・シューラー、ポール・モチアン
- 『チャイルド・イン・ザ・スカイ』 - Child in the Sky (1985年)
- Piano One (1985年)
- 『ユア・トゥナイト・マイ・トゥモロウ』 - Your Tonight Is My Tomorrow (1987年)
- The Amiens Concert (1987年) ※with スティーヴ・レイシー、ジョン・リンドバーグ
- Charles Ives (1991年) ※チャールズ・アイヴズ集
- Palimpseste (1991年) ※with ジョエル・レアンドル
- Spirit of Mingus (1992年、Free Lance) ※with スティーヴ・レイシー
- Listen to the Night (1994年) ※with リンダ・シャーロック
- Punk Circus (1994年)
- Soundpost: Works For Piano And Double Bass (1996年) ※with ジョン・リンドバーグ
- Silent Hearts (1999年) ※with マーク・ドレッサー、エド・シグペン
- Full Metal Quartet (2000年) ※with マーク・ドレッサー、エド・シグペン、ベニー・ウォレス
- 『スケッチズ・オブ・ソリチュード』 - Sketches of Solitude (2002年)
- Road Movies (2004年) ※with クリストフ・ラウアー
- Midnight Torsion (2009年)
- Memories of Paris (2010年)
- Out Of Print (2011年) ※with クリストフ・ラウアー

### 参加アルバム
スティーヴ・レイシー
- Clangs (1993年、hat ART)